# 栗鳞贝母兰
栗鳞贝母兰（学名：Coelogyne flaccida）为兰科贝母兰属下的一个种。

## 扩展阅读
- 維基物種上的相關：栗鳞贝母兰